# 川嶋一洋
川嶋 一洋（かわしま かずひろ）は、日本の小説家（ジュブナイルポルノ作家及びライトノベル作家）兼ゲームシナリオライター。
別名義で森野一角（もりの いずみ）という名前も使っている。

## 作品リスト

### オリジナル小説
- シンキングキャッツ―王子襲来!学園生活異常あり!?
出版社：角川書店
イラスト：琴義弓介、1997年11月

- 帰宅部!GO HOME―決戦は日曜日 
出版社：集英社
イラスト：久坂宗次、2003年10月

- 帰宅部!GO HOME―冒険は月曜日
出版社：集英社
イラスト：久坂宗次、2004年03月

- 帰宅部!どきどきBEGINNING―だめ部員あつまれ!
出版社：集英社
イラスト：久坂宗次、2004年11月

### ノベライズ
- 無人島物語R―とびっきり!?のバカンス
出版社：ケイエスエス
イラスト：佐藤茂夫、1998年02月

- ホーリーナイト
出版社：集英社
イラスト：宮崎摩耶、2011年07月

### ゲーム
- メモリーズオフ ゆびきりの記憶
発売元：5pb.
担当：企画原案　メインシナリオ

- 俺の彼女のウラオモテ　～Pure Sweet Heart～
発売元：アルケミスト
担当：シナリオ

- コードギアス　反逆のルルーシュ　LOST COLORS
発売元：バンダイナムコゲームス
担当：シナリオ

- Jスターズ　ビクトリーVS
発売元：バンダイナムコゲームス
担当：シナリオ

### PBM
PBMでは川嶋遙一名義でマスタリングを行っている。
- 皇子サファールの帰還
運営：ホビーデータ
担当：マスター

- エルハーダの秘宝
運営：ホビーデータ
担当：アシスタントマスター

### 読者参加ミステリー
- シンキングキャッツ
掲載誌：ゲームクエスト
担当：トリック作成、本文執筆